# 李興儒
李興儒（1929—1959年9月21日），中華民國陸軍军官，1959年9月21日在南投市枪杀10人后自殺。

## 背景
李興儒為遼寧省瀋陽市人。為陸軍官校23期畢業（因抗戰遷移至四川省成都市的最後一屆）。李興儒爱慕19岁的盧木生，但当李興儒被调派到金门岛驻扎后（823砲戰時擔任美軍援助台灣之八吋自走砲連上尉連長。），盧木生与邻居余傳金订了婚。李興儒回家后，盧木生把他介绍给同学吳素珠，鼓动两人交往。 
盧木生和余傳金的结婚日期定于9月21日。

## 枪击
9月21日凌晨2时左右，李興儒携带两把步枪闯入盧木生家，枪杀了盧木生的父亲、妹妹、两个弟弟，以及未婚夫余傳金，随后把盧木生拖到屋外打至重伤。盧木生胸部和腿部中弹。 
李興儒还向两名赶来察看情况的邻居開槍，導致一死一傷，之后闯入50米远的吳家，杀死了吳素珠的父母、弟弟和妹妹，打伤了吳素珠和她的姐姐。警察到达现场要李興儒投降时，李興儒向头部开枪自杀。

## 受害人
| 姓名     | 年龄 | 死伤 | 备注           |
| -------- | ---- | ---- | -------------- |
| 盧木生   | 19   | 伤   |                |
| 吳素珠   | 19   | 伤   |                |
| 吳素英   | 23   | 伤   | 吳素珠之姊     |
| 陳周輔平 |      | 伤   | 邻居           |
| 盧懋渠   | 50   | 死   | 盧木生之父     |
| 盧元生   | 14   | 死   | 盧木生之弟     |
| 盧媄媄   | 10   | 死   | 盧木生之妹     |
| 盧台生   | 7    | 死   | 盧木生之弟     |
| 余傳金   | 30   | 死   | 盧木生之未婚夫 |
| 吳宴堂   | 44   | 死   | 吳素珠之父     |
| 張資鳳   | 39   | 死   | 吳素珠之母     |
| 吳素蘭   | 17   | 死   | 吳素珠之妹     |
| 吳鵬志   | 14   | 死   | 吳素珠之弟     |
| 馬壽山   | 35   | 死   | 邻居           |